# Aurora South Tower
LAurora South Tower est un gratte-ciel d'Abou Dabi aux Émirats arabes unis. Il est identique à l'Aurora North Tower. 